# هيروشي ياماموتو (مخرج أفلام)
هيروشي ياماموتو (باليابانية: 山本寛 ) (و. 1974  م) هو مخرج أفلام ياباني، ولد في مينوه، أوساكا.

## التعليم
تعلم في جامعة كيوتو.

## وصلات خارجية
- هيروشي ياماموتو على موقع IMDb (الإنجليزية)
- هيروشي ياماموتو على موقع ميوزك برينز (الإنجليزية)
- هيروشي ياماموتو على موقع قاعدة بيانات الفيلم (الإنجليزية)
- هيروشي ياماموتو على موقع كينوبويسك (الروسية)
- هيروشي ياماموتو على موقع ANN person (الإنجليزية)

- هيروشي ياماموتو في قاعدة بيانات الأفلام على الإنترنت